# Galumna karajica
Galumna karajica är en kvalsterart som beskrevs av Sandór Mahunka 200. Galumna karajica ingår i släktet Galumna och familjen Galumnidae. Inga underarter finns listade i Catalogue of Life.